# Felix Ludwig von Weber
Felix Ludwig von Weber (selten auch nur Felix Ludwig Weber; * 2. September 1713 in Schwyz; † April 1773 im Kloster Einsiedeln) war ein Schweizer Politiker.

## Leben
Weber war der Sohn des Schwyzer Landammanns Josef Anton von Weber und stammte aus der Landleutefamilie Weber. Seine Ausbildung ist unbekannt. Wie für Mitglieder der Familie üblich, hatte er diverse öffentliche Ämter inne. Er war von 1735 bis 1738 Landschreiber, von 1742 bis 1748 Landessäckelmeister, wobei er bereits 1747 zum Landesstatthalter ernannt worden war, und von 1756 bis 1758 Landvogt im Thurgau. Schliesslich war er von 1759 bis 1761 Schwyzer Landammann. In Schwyz war er Eigentümer des von seinem Vater errichteten Palais Friedberg, in der Herrengasse 44.
Weber folgte 1763 einem Ruf auf die Stelle als Kanzler des Klosters Einsiedeln. Die Kanzlerschaft war bereits am Anfang durch den Schwyzer Harten- und Lindenhandel, insbesondere durch den Nebenkonflikt, den Einsiedlerhandel überschattet. Im Zuge dessen wurde er zwischenzeitlich festgenommen, jedoch im Nachgang rehabilitiert. Weiterhin wurde seine Kanzlerschaft durch Spukvorfälle bekannt, die sich 1772 über Monate im Kanzlerhaus in Einsiedeln ereignet haben sollen.
Webers Akte wird heute im Familienarchiv von Weber im Staatsarchiv Bern aufbewahrt. Der Schwyzer Landammann, Kantonsrat und Landesstatthalter Josef Ludwig von Weber war sein Sohn.